# Institut Seni Indonesia Yogyakarta
Institut Seni Indonesia Yogyakarta – indonezyjska państwowa uczelnia artystyczna w Yogyakarcie (wyspa Jawa). Została założona w 1984 roku.